# Scarve
Scarve est un groupe de death metal technique français, originaire de Nancy, en Lorraine. La Grosse Radio considère le Scarve comme un « groupe légendaire de la scène metal française. » Formé en 1993, le groupe publie une première démo, Scarve, puis un premier EP autofinancé, Six Tears of Sorrow, en 1997. Depuis 2009, le groupe ne donne plus signe d'activité.

## Biographie

### Débuts (1993–1999)
Scarve est formé en 1993 à Nancy, en Lorraine, quand Patrick Martin (guitare rythmique) et Dirk Verbeuren (batterie) s'associent pour jouer un style de metal extrême influencé par des groupes référentiels tels que Death, Coroner, Cynic et Atheist[réf. nécessaire]. 
Après le bon accueil reçu par leur première démo, Scarve, Sylvain Coudret (guitare rythmique et solo) rejoint Scarve en août 1996, et participe à l'enregistrement du premier EP autofinancé, Six Tears of Sorrow, en 1997, un album de death metal technique et novateur. En 1998, l'arrivée de deux nouveaux vocalistes — Guillaume Bideau (voix death et mélodique) et Alain Germonville —, permet à Scarve d'étoffer sa formation.

### Translucence(2000–2001)
Distribué en Europe début 2000 par Furtive Records et War Music, le premier album de Scarve, Translucence, voit les six membres de Scarve montrer un aspect plus brutal sans pour autant abandonner les mélodies complexes et les thèmes futuristes tourmentés. La production est signée Daniel Bergstrand (entre autres producteur de Meshuggah, Strapping Young Lad, Darkane, In Flames). 

### Luminiferous(2002–2003)
Arrive alors le label Listenable Records, qui offre à Scarve un contrat international et prend en charge la sortie du deuxième album du groupe, Luminiferous, une fois de plus produit par Daniel Bergstrand. Après l'arrivée de Pierrick Valence (voix death) et Loïc Colin (basse), Scarve s'embarque dans une longue tournée promotionnelle, jouant plus de 40 shows à travers toute l'Europe rien qu'en 2002, avec des groupes tels que Behemoth, Dew-Scented, Tiamat, Pungent Stench, Aborted, No Return, Sinister, Myrkskog, Reclusion, Akercocke, Gojira et Nile dont Scarve fait la première partie sur leur tournée de deux semaines en Europe. Luminiferous bénéficie également d'une sortie américaine à travers WWIII Music.

### Irradiant(2004–2006)
En juillet 2003, Scarve entre aux Dug-Out Studios à Uppsala en Suède afin d'enregistrer leur troisième album, Irradiant, épaulés dans cette tâche par Daniel Bergstrand et Örjan Örnkloo (ex-Misery Loves Co). Cet album bénéficie des apparitions Fredrik Thordendal de Meshuggah et de Gustaf Jorde de Defleshed, ainsi que d'un artwork réalisé par Dennis Sibeijn (Aborted).
Irradiant est très bien reçu dans la communauté metal internationale, recevant de très bonnes chroniques et figurant dans le top des soundchecks (Rock Hard, Aardschok, etc.). Le groupe eut également le droit à la couverture de l'édition d'avril 2004 du magazine français Rock Hard. En 2005 le groupe ouvre pour la tournée européenne de Meshuggah.

### The Undercurrent(depuis 2007)
En 2007, après des sessions d'enregistrement difficiles, et malgré un accueil relativement bon du nouvel album The Undercurrent, le groupe assiste à une période tumultueuse, avec les départs successifs de ses deux chanteurs, Guillaume Bideau qui intègre le groupe danois Mnemic et Pierrick Valence qui se consacre définitivement à son projet Phazm, ainsi que l'installation du batteur Dirk à Los Angeles, donc loin du reste du groupe. En mai 2007, le groupe publie en ligne une nouvelle chanson intitulée The Plundered. Le groupe apparaît en concert en juin 2007 au Graspop et au Hellfest avec Bob de Watcha au chant et Morten du groupe danois Submission à la batterie. Depuis 2009, le groupe ne donne plus signe d'activité.

## Membres

### Membres actuels
- Dirk Verbeuren - batterie (depuis 1993)[2]
- Patrick Martin - guitare rythmique (depuis 1993)[2]
- Sylvain Coudret - guitare rythmique, guitare solo (depuis 1996)[2]
- Loïc Colin - basse (depuis 2001)[2]
- Lawrence Mackrory - chant (2006, depuis 2009)[2]

### Anciens membres
- David Fioraso - basse (1994-1997)[2]
- Fred Bartolomucci - chant (1994-1998)[2]
- Julien Thibers - basse (1997-1998)[2]
- Philippe Elter - basse (1998-2001)[2]
- Guillaume Bideau - chant death et clair (jusqu'à Irradiant ; 1998-2006)[2]
- Alain « Bob » Germonville - chant (1998-2001)[2]
- Pierrick Valence - chant (2001-2007)[2]